# Замойский, Ян (гетман)
Ян Сарий Замо́йский (пол. Jan Sariusz Zamoyski; 19 марта 1542 — 3 июня 1605) — польский государственный деятель из рода Замойских, приверженец кальвинизма, затем католик. Крупный магнат, королевский секретарь (с 1565 г.), подканцлер коронный (1576—1578), великий канцлер коронный (1578—1605), генеральный староста краковский (1580—1585), гетман великий коронный (1581—1605), 1-й ординат Замойский (1589—1605), староста белзский, мендзыжецкий, кшешовский, кнышинский, тыкоцинский и дерптский. Основатель и строитель города Замосць.

## Биография
Кальвинизм, делавший в то время большие успехи среди шляхты, нашёл себе приверженца в лице отца Яна — Станислава Замойского (1519—1572), каштеляна холмского, воспитавшего своего сына также в началах этой религии. В 1560 году Станислав Замойский отправил сына за границу для окончания образования. Побывав в Париже и Страсбурге, Ян отдался в Падуе усердному изучению латинского языка и юриспруденции. Результатом его занятий было сочинение «De Senatu Romano». По всей вероятности, во время пребывания в Италии в его религиозных убеждениях начал совершаться переворот, который вскоре привёл его к переходу в католицизм. Вернувшись в отечество, он поступил секретарем в королевскую канцелярию, привёл в порядок государственный архив и имел случай основательно познакомиться при этом с государственными законами Польши, а также с разными важными политическими документами. Во время междуцарствия 1572 года Замойский начал играть роль на съездах и сеймах.

По избрании на польский престол королём Генриха Анжуйского в числе послов к нему был отправлен и Замойский, бывший в то время старостою белзским. Ему удалось снискать расположение Генриха, пожаловавшего ему богатое Кнышинское староство. Во время второго междуцарствия Ян Замойский стал во главе партии пястовцев, то есть желавших избрания в короли поляка. Переход его в ряды сторонников избрания Стефана Батория объясняется тем, что польская корона отдавалась последнему под условием женитьбы на сестре покойного короля Сигизмунда-Августа — Анне, единственной тогда представительнице прежнего польского королевского дома. Имя Замойского тесно связано с царствованием Батория, для которого он был неоценимым помощником по своей энергии, нелюбви к магнатам и большой популярности среди шляхты.

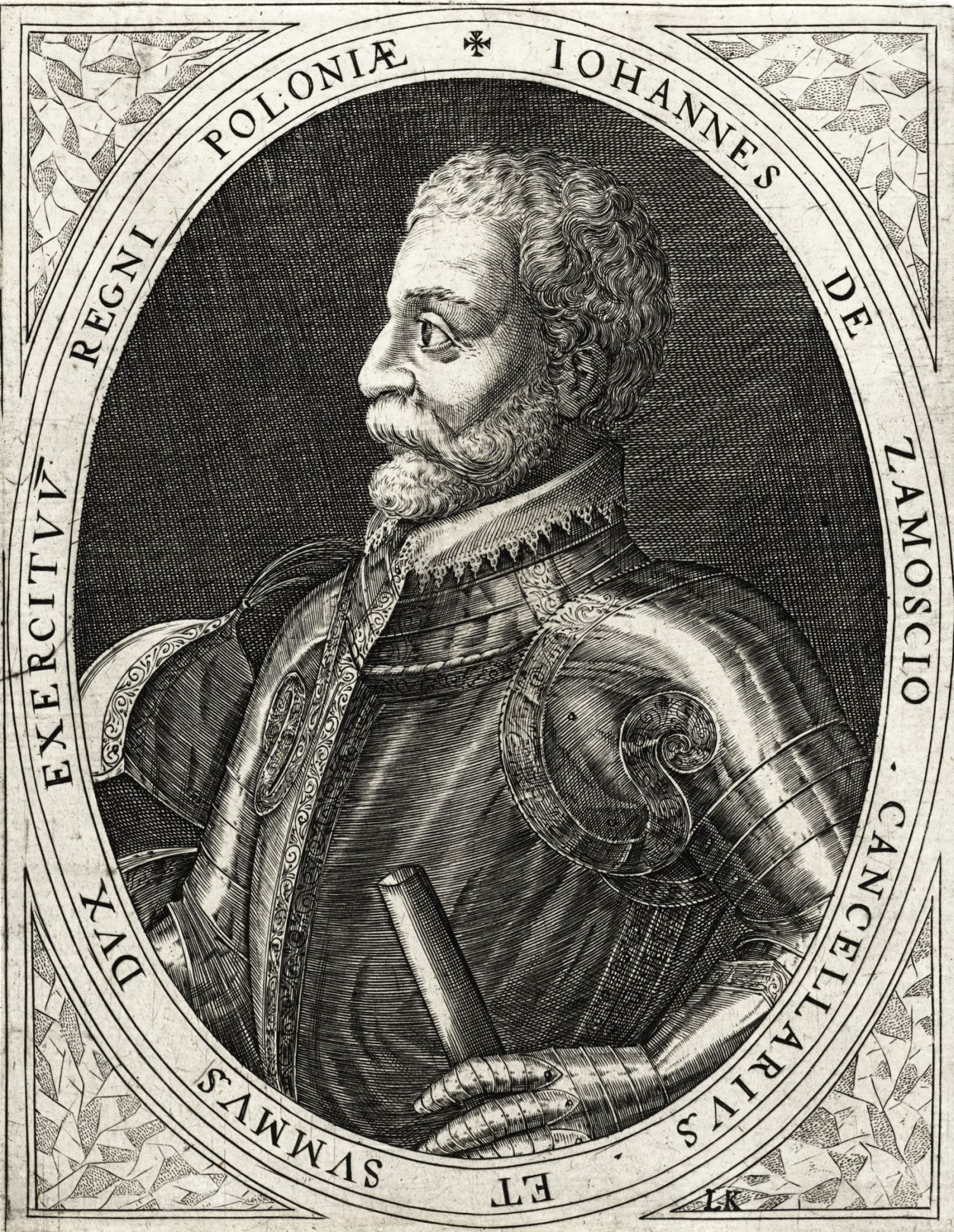
Ян Замойский, гравюра Доминика Кустоса

Реформа гусарии, произведённая Стефаном Баторием в конце XVI века, также затронула и казаков: в 1580 году гетман Ян Замойский представил козацкие хоругви (панцирных козаков), полностью вооружённые вместо луков карабинами и пистолетами.
Новый король поспешил сделать Замойского вице-канцлером, а потом канцлером и коронным гетманом. Замойский пользовался теперь небывалой в Польше властью и значением. К тому же в 1583 году он породнился с самим королём, вступив в брак (для 41-летнего Замойского он уже был третьим по счёту) с племянницей Батория, 14-летней Гризельдой. Замойский был душой всех проектов внутренних преобразований в Польше, а также принимал деятельное участие в военных походах Батория. Со смертью Стефана Батория положение Яна Замойского сделалось трудным, так как он имел массу врагов среди магнатов; в особенности ненавидели его Зборовские. Тем не менее ему удалось в третье междуцарствие провести избрание Сигизмунда, королевича шведского, происходившего по матери от Ягеллонов. Избранного другою партией в короли польские австрийского эрцгерцога Максимилиана Замойский разбил в битве при Бычине в 1588 году и взял в плен.
С первой же встречи с Сигизмундом III Замойский почувствовал к нему антипатию и вскоре совсем от него отдалился. Внешней политике короля, находившегося под влиянием Австрии, Замойский не только не сочувствовал, но, считая её пагубною для Польши, насколько был в силах, противодействовал. С своей стороны, король мешал Яну Замойскому в проведении его планов. Проекты Замойского об издании закона относительно порядка избрания королей, равно как и относительно решения дел на сеймах большинством голосов, не встретили поддержки. Замойский потерял своё прежнее влияние, но на военном поприще ему удалось оказать Польше ещё ряд больших услуг. Два похода его в Молдавию (в 1595 и 1600 годах) повели к упрочению влияния Речи Посполитой в этой стране. В 1601 и 1602 годах Замойский участвовал с блестящим успехом в кампании против восставших воевод.
Немало стараний приложил Замойский и для развития наук. Он деятельно помогал Стефану Баторию в приглашении в Польшу известных европейских учёных. Со многими учёными и писателями он находился в сношениях, любил себя окружать ими и оказывал им покровительство. В 1580 году на месте своего родного гнезда Скоковки Замойский основал город Замосць и основал там в 1595 году «Замойскую академию» по образцу итальянских университетов. Процветать она не могла, так как имела мало средств. Католическая реакция, охватившая Польшу в царствование Батория, нашла в лице Замойского сильную опору. Он ввёл иезуитов даже в свой дом, которые обратили вторую жену его Христину (урождённую Радзивилл) из протестантизма в католицизм. Особенно усердную поддержку оказывал Ян Замойский пропаганде католицизма среди православного населения русских земель.

## Семья

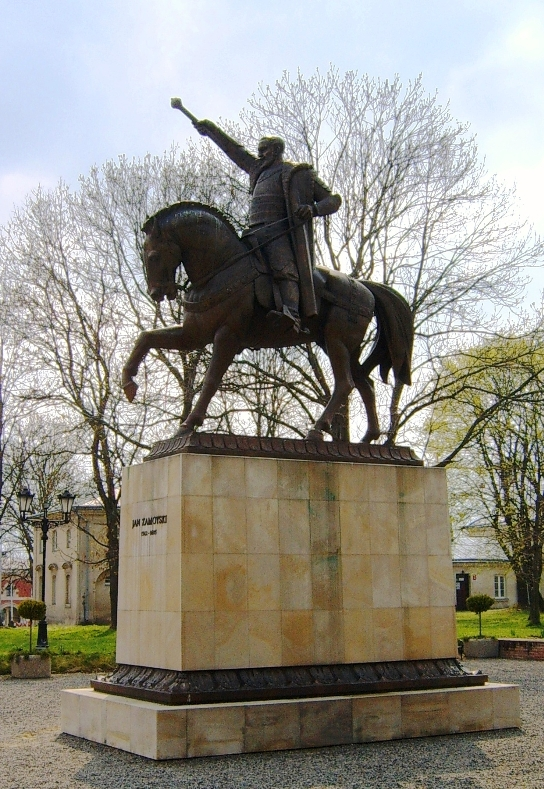
Памятник Замойскому в основанном им городе Замосць.

Был женат четыре раза. Его первой супругой стала Анна Оссолинская (ум. 1572), дочь хорунжего любельского Яна Оссолинского (ум. 1564) и Анны Оржеховской (ум. 1588).
В 1577 году вторично женился на Кристине Радзивилл (1560—1580), дочери воеводы виленского и канцлера великого литовского, князя Николая Радзивилла «Чёрного» (1515—1565) и Эльжбеты Шидловецкой (1533—1562).
В 1583 году в третий раз женился на Гризельде Батори (1569—1590), дочери воеводы трансильванского Криштофа Батория (1530—1581) и Елизаветы Бочкаи (ум. 1581), породнившись таким образом с королём Стефаном Баторием — Гризельда приходилась монарху родной племянницей (её отец — брат Стефана).
14 июня 1592 года в четвёртый раз женился на Барбаре Тарновской (ок. 1566—1610), дочери мечника великого коронного Станислава Тарновского (1541—1616) и Софии Оцеской (ум. 1609). Дети:
- Томаш Замойский (1594—1638), подканцлер и канцлер великий коронный.

## Галерея

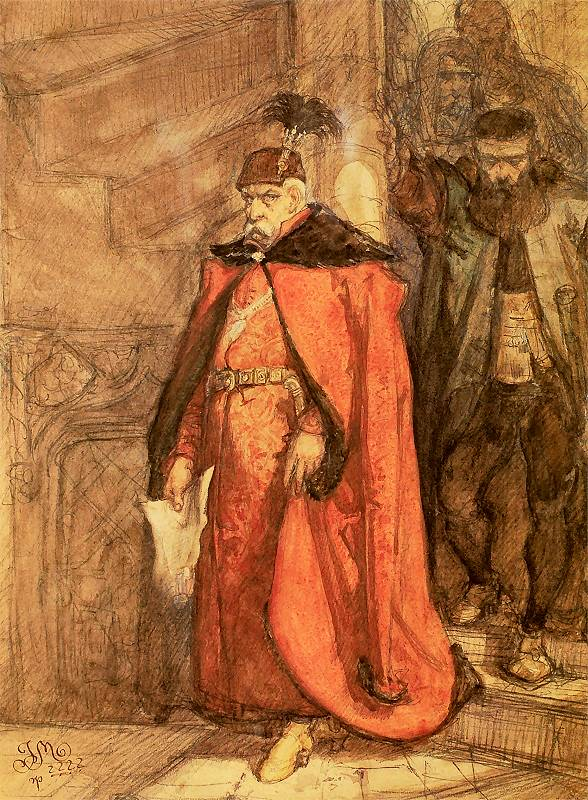
Ян Замойский готовится объявить смертный приговор Зборовскому. Картина Яна Матейко
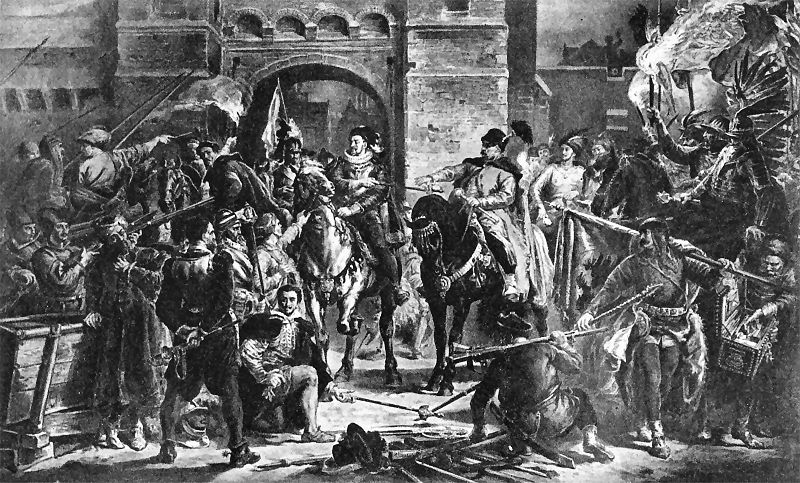
Замойский под Бычиной. Картина Яна Матейко